# Sirion
Sirion je nejznámější a největší řekou Beleriandu v prvním věku ve fiktivním světě J.R.R. Tolkiena. Řeka dělí Beleriand na západní a východní část. Karen Wynn Fonstadová ve své knize Atlas of Middle-earth odhaduje její délku na zhruba 390 mil to je asi 630 km. Pramení na severu Beleriandu v horách Ered Wethrim a ústí do Balarské zátoky v Belegaerského oceánu. 

## Průběh toku
Řeka pramení v místě zvaném Eithel Sirion - Pramen Sirionu na východním úbočí hor Ered Wethrim. Dál teče podél svahů Ered Wethrim na jihovýchod. Protéká bažinami Serech, kde se do ní vlévá první větší přítok Rivil. Sirion se dál stáčí na jihozápad a protéká úzkým údolím mezi útesy hor Ered Wethrim a vysočiny Dorthonionu. Údolí se nazývalo Sirionský průsmyk. V půli průsmyku byl uprostřed řeky ostrov Tol Sirion. Řeka uhýbá na jihovýchod a tvoří hranici mezi Dimbarem a Brethilským lesem. V těch místech se dal Sirion překročit přes brod Brithiach. Poté se do Sirionu vlévala řeka Mindeb. Dál protékal lesy Doriathského království, kde se do něj vlévaly řeky Teiglin a Esgalduin. Po soutoku s Arosem opouští Doriath a míří na jih k bažinám Aelin-uial. Po Sirionských vodopádech si řeka dál razí cestu na jih přímo pod pohořím Andram. Po 14 kilometrech v podzemí se vynořuje na druhé straně v místě zvaném Brány Sirionu. Na dolním toku již Sirion teče přímo na jih. Protéká zemí Nan-tathren, kde se do něj vlévá jeho největší přítok Narog. Dál na jih již začíná dlouhá delta řeky, po níž se Sirion vlévá do Balarské zátoky.

## Největší přítoky

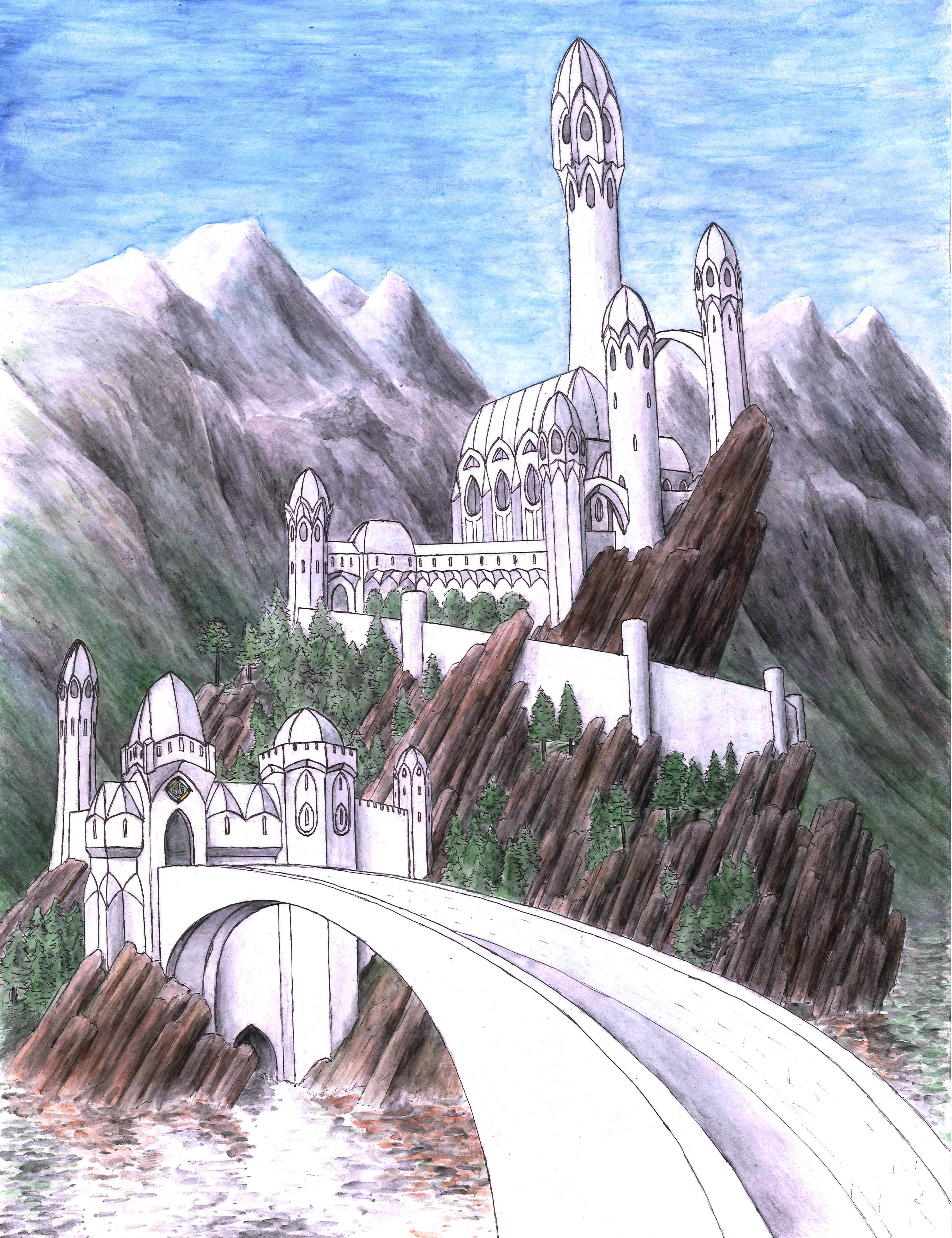
Minas Tirith na ostrově Tol Sirion

- levé - Rivil, Mindeb, Esgalduin, Aros
- pravé - Teiglin, Narog

## Osídlení
U pramene Sirionu nechal velekrál Noldor Fingolfin zbudovat svou mocnou věž Barad Eithel. Na ostrově Tol Sirion měl svou pevnost Minas Tirith Finrod Felagund. V lese Brethil sídlili Edain vedení svou paní Haleth. Doriath, jehož západní hranici řeka tvořila, byl osídlen Sindar. Po vypálení přístavních měst ve Falasu, zbudovali elfové pod vedení Círdana u ústí řeky Sirionské přístavy.

## Přechody přes řeku
Mohutná řeka Sirion se dala překročit jen na několika málo místech. Byly to například most na Tol-Sirionu, brod Brithiach mezi Dimbarem a Brethilem a elfské převozy na Aelin-uial. Jinak než v člunu nebyla přeprava možná ani v zimě, protože Sirion na jih od bažin Serech v zimě nezamrzal.